# Enrique Boniche y Taengua
Enrique Boniche y Taengua fue un general español nacido en Valencia y muerto en 1891.
Ingresó en el Colegio militar en 1844, siendo promoviso a alférez de infantería en 1848 y a capitán en 1854. En 1863 pasó a la isla de Santo Domingo, tomando parte en varias operaciones, por lo que ascendió a comandante. Posteriormente marchó a Cuba y permaneció en aquella isla durante todo el tiempo que duró la insurrección, distinguiéndose en diferentes acciones y sobre todo en la defensa de las Tunas, siéndole concedidos sucesivamente los empleos de coronel y de general de brigada y dos cruces del Mérito militar. 
En 1890 ascendió a general de división y fue nombrado segundo cabo de la Capitanía General de Puerto Rico, empleo en el que le sorprendió la muerte.